# Artemisia verlotiorum
Artemisia verlotiorum é uma espécie de planta com flor pertencente à família Asteraceae. 
A autoridade científica da espécie é Lamotte, tendo sido publicada em Compt. Rend. Assoc. Franc. Avancem. Sci. 5: 513. 1876.

## Portugal
Trata-se de uma espécie presente no território português, nomeadamente em Portugal Continental e no Arquipélago da Madeira.
Em termos de naturalidade é introduzida nas duas regiões atrás referidas.

## Protecção
Não se encontra protegida por legislação portuguesa ou da Comunidade Europeia.